# Municipio de Whitney
El municipio de Whitney (en inglés: Whitney Township) es un municipio ubicado en el condado de Arenac en el estado estadounidense de Míchigan. En el año 2010 tenía una población de 1.001 habitantes y una densidad poblacional de 8,11 personas por km².

## Geografía
El municipio de Whitney se encuentra ubicado en las coordenadas 44°5′50.06″N 83°34′43.92″O / 44.0972389, -83.5788667. Según la Oficina del Censo de los Estados Unidos, el municipio tiene una superficie total de 123,4 km² (47,6 mi²), de la cual 81,1 km² (31,3 mi²) corresponden a tierra firme y 42,3 km² (16,3 mi²) (34.27%) es agua.

## Demografía
En el 2000 la renta per cápita promedia del hogar era de $32.989, y el ingreso promedio para una familia era de $37.679. El ingreso per cápita para la localidad era de $18.326. En 2000 los hombres tenían un ingreso per cápita de $39.375 contra $24.583  para las mujeres. Alrededor del 10.90% de la población estaba bajo el umbral de pobreza nacional.